# كتائب الشهيد أبو عمار
كتائب الشهيد أبو عمار، تسمية لجناح عسكري أعلنته مجموعة من نحو 40 مسلحا من ناشطي كتائب شهداء الأقصى التابعة لحركة فتح في جنين في 27 مايو 2007 تيمنا باللقب الذي يطلق على الرئيس الراحل ياسر عرفات، في بيان أكد التزام المجموعة «طريق المقاومة» من أجل إقامة دولة فلسطينية «على كامل التراب الفلسطيني»، مع التوكيد والتزامهم بالقرارات الصادرة عن الحركة الأم.
وقد عارضت كتائب الاقصى في بيان لها تشكيل تلك الجماعة، حيث أكدت انها تعارض ظهور أي تشكيل عسكري خارج اطارها، وهددت بملاحقتها واتخاذ إجراءات بحقها.[بحاجة لمصدر أفضل] وبعد يومين من هذا الإعلان اغتالت قوة إسرائيلية قائد المجموعة هشام مرعي في بلدة كفر دان بالقرب من جنين.